# Godlewo Wielkie (gromada)
Godlewo Wielkie – dawna gromada, czyli najmniejsza jednostka podziału terytorialnego Polskiej Rzeczypospolitej Ludowej w latach 1954–1972.
Gromady, z gromadzkimi radami narodowymi (GRN) jako organami władzy najniższego stopnia na wsi, funkcjonowały od reformy reorganizującej administrację wiejską przeprowadzonej jesienią 1954 do momentu ich zniesienia z dniem 1 stycznia 1973, tym samym wypierając organizację gminną w latach 1954–1972.
Gromadę Godlewo Wielkie z siedzibą GRN w Godlewie Wielkim utworzono – jako jedną z 8759 gromad na obszarze Polski – w powiecie ostrowskim w woj. warszawskim, na mocy uchwały nr VI/10/11/54 WRN w Warszawie z dnia 5 października 1954. W skład jednostki weszły obszary dotychczasowych gromad Brulino-Piwki, Godlewo-Gudosze, Godlewo Łuby, Godlewo-Mierniki, Godlewo-Milewek, Godlewo-Warsze, Godlewo Wielkie, Szulborze-Kozy i Uścianek-Dębianka oraz miejscowość Brulino-Koski z dotychczasowej gromady Brulino Lipski ze zniesionej gminy Szulborze-Koty, a także obszar dotychczasowej gromady Kunin Zamek i miejscowość Kamieńczyk kolonia z dotychczasowej gromady Kamieńczyk Wielki ze zniesionej gminy Boguty – w tymże powiecie. Dla gromady ustalono 15 członków gromadzkiej rady narodowej.
1 stycznia 1957 z gromady Godlewo Wielkie wyłączono wieś Kunin Zamek włączając ją do gromady Boguty-Pianki w tymże powiecie.
31 grudnia 1961 gromadę zniesiono, włączając jej obszar do gromad: Szulborze Wielkie (wsie Brulino-Piwki-Koski, Godlewo-Gudosze, Godlewo-Milewek, Godlewo-Mierniki, Godlewo-Warsze, Godlewo Wielkie, Szulborze-Kozy i Uścianek-Dębianka) i Boguty-Pianki (wieś Godlewo-Łuby) w tymże powiecie.